# Parafia Ewangelicko-Metodystyczna Pokoju Bożego we Wrocławiu
Parafia Ewangelicko-Metodystyczna Pokoju Bożego we Wrocławiu – zbór metodystyczny działający we Wrocławiu, należący do okręgu południowego Kościoła Ewangelicko-Metodystycznego w RP.
Nabożeństwa odbywają się w niedziele o godzinie 9:00 w kaplicy Kościoła Ewangelicko-Metodystycznego przy ul. Worcella 28.

## Historia

### Niemieccy metodyści we Wrocławiu
Do Wrocławia (ówczesny Breslau) pod koniec XIX wieku dotarły dwa nurty niemieckiego metodyzmu: Episkopalny Kościół Metodystyczny (niem. Bischöfliche Methodistische Kirche) i Społeczność Ewangelicka (Evangelische Gemeinschaft). W Niemczech oba nurty zjednoczyły się w lutym 1969 roku tworząc na terenie RFN Kościół Ewangelicko-Metodystyczny. We Wrocławiu oba nurty współpracowały ze sobą i pomagały sobie wzajemnie.

#### Episkopalny Kościół Metodystyczny
Parafia Episkopalnego Kościoła Metodystycznego (Bischöfliche Methodistische Kirche) we Wrocławiu powstała w 1897 roku. W latach 1897–1899 pierwszym pastorem parafii był ks. Paul Wenzel (1870–1966), który do pracy we Wrocławiu został przeniesiony z parafii w Królewcu, a wcześniej pracował w Gdańsku. 15 sierpnia 1897 roku w oficynie domu przy ul. Świebodzkiej 9 (Freiburger str. 9) odbyła się pierwsza szkółka niedzielna dla dzieci, a wieczorem nabożeństwo, w którym uczestniczyło około 20 osób dorosłych i kilkoro dzieci. Drugie miejsce nabożeństw otwarto 16 stycznia 1898 r. przy ul. Sępa Sarzyńskiego 58 (ówcześnie Hirschstrasse 58). 27 lutego 1898 roku powstająca parafia po raz pierwszy obchodziła uroczystość Wieczerzy Pańskiej. Po roku pracy pastora Paula Wenzla we Wrocławiu parafia liczyła 40 członków.
22 kwietnia 1900 podczas służby pastora Bernharda Keipa parafia Episkopalnego Kościoła Metodystycznego uroczyście poświęciła kaplicę przy ul. Marszowickiej 15 (Margaretenstr. 15), która mogła pomieścić ponad 100 osób. Tego dnia obchodzono w niej uroczystość 50-lecia działalności Kościoła Metodystycznego w Niemczech. W październiku 1903 roku podczas służby pastora Heinricha Eberle parafia przeprowadziła się do sali wynajętej w centrum miasta. Na koniec tego roku parafia liczyła 88 pełnoprawnych i próbnych członków. W latach 1905–1908 parafia zmagała się z dużymi problemami wewnętrznymi, a ówczesny pastor Oskar Köhler odszedł ze służby w parafii. Przez kilka miesięcy wrocławskiej parafii dojeżdżali pastorzy z okolicznych parafii. W roku 1909 do Wrocławia został skierowany pastor Max Pätzold. Tuż przed wybuchem I wojny światowej w 1914 roku parafię objął pastor Johannes Rohr, który pracował we Wrocławiu do czasu powołania go na inspektora zakładu diakonijnego „Betania” w Berlinie. W czasie I wojny światowej pełnił on służbę wojskową we wrocławskim lazarecie, co pozwalało mu pracować w parafii.
Do lipca 1920 roku parafia wynajmowała kolejne pomieszczenia, aż Episkopalny Kościół Metodystyczny nabył kaplicę należącą do zboru Wolnego Kościoła Reformowanego (Evangelisch-Reformierte Freikirche), przy ówczesnej ul. Rajskiej 28 (Paradies-str. 28), obecnie ul. Stanisława Worcella 28. W zakupie nieruchomości dopomógł biskup John L. Nuelsen oraz metodyści ze Stanów Zjednoczonych.
W latach 1920–1926 w parafii pracował pastor Bruno Schubert. Gdy opuszczał parafię, liczyła ona 215 członków, jednak już w 1927 roku ilość członków spadła do 160 osób. W nocy z 25 na 26 czerwca 1928 roku z niewyjaśnionych przyczyn budynek kościoła zajął pożar, który poczynił znaczne szkody. 28 lipca 1929 roku „Kościół Pokoju” został ponownie poświęcony przez pastora dr. Friedricha Wilhelma Meyera, który właśnie rozpoczął pracę we Wrocławiu. W latach 1937–1945 obowiązki pastora pełnił ks. Herbert Schnädelbach. W maju 1944 został on skierowany na front do Jugosławii, gdzie zginął 15 kwietnia 1945. Parafia „Pokoju Bożego” Episkopalnego Kościoła Metodystycznego w 1941 roku liczyła 278 metodystów mieszkających zarówno we Wrocławiu i jak okolicach wliczając Legnicę.

#### Społeczność Ewangelicka
W 1912 roku powstała pierwsza parafia Społeczności Ewangelickiej (Evangelische Gemeinschaft) obejmująca Wrocław oraz Brzeg (dopiero w roku 1930 nastąpił podział). Do Wrocławia i Brzegu skierowano pierwszego pastora Heinricha Schemppa. Zamieszkał on w wynajmowanym mieszkaniu przy ul. J. Rostafińskiego 3 (Humboldt str. 3), w którym od listopada 1912 roku przeprowadzał nabożeństwa. W roku 1913 parafia Wrocław–Brzeg liczyła 49 członków. Po wybuchu I wojny światowej pastor Schempp został powołany do wojska. Początkowo służył we Wrocławiu, co pozwalało mu obsługiwać parafię, lecz następnie został wysłany na front, gdzie zginął w roku 1916 pod Ypres. Zastąpił go pastor Wilhelm Hildebrandt, który wynajmował salę przy ul. Św. Marcina (Martini str.) używaną do końca 1921 roku, gdy parafia musiała ją opuścić. Wówczas Społeczność Ewangelicka urządzała nabożeństwa w salach oberż, w drewnianym kościółku, w Parku Szczytnickim (Scheitniger Park), a także na wolnym powietrzu.
W roku 1922 parafia kupiła kawałek gruntu, w podwórzu domu przy ul. Worcella 30 (Paradies-str.30), gdzie powstała niewielka kaplica. W ten sposób w latach 1922–1937 parafie obu grup metodystycznych bezpośrednio sąsiadowały z sobą na jednej ulicy. Parafie Społeczności Ewangelickiej we Wrocławiu oraz w kilku okolicznych miejscowościach obsługiwał najpierw pastor Wilhelm Frese, a później jego następca Willy Krätzler. 
W 1937 roku przy ul. Wielkiej 168 (Goethe-str. 168) przystąpiono do budowy nowej, większej kaplicy. 6 czerwca 1937 roku podczas uroczystego nabożeństwa prowadzonego przez miejscowego pastora Maxa Herrenkinda nastąpiło położenie kamienia węgielnego. Uroczystość dedykacji nowej kaplicy nazwanej „Kościołem Chrystusa” (Christuskirche) odbyła się 7 listopada 1937 roku. Kaplica ta przetrwała działania wojenne. 9 lipca 1945 roku radziecki komendant miasta obiekty społeczności ewangelickiej przydzielił Kościołowi rzymskokatolickiemu. Po roku 1980 kaplica została zburzona katolików, którzy wybudowali w jej miejscu nowy, duży kościół św. Stanisława Kostki.

### Polscy metodyści we Wrocławiu
20 maja 1945 do Wrocławia przyjechał Adam Zabłotny, członek parafii metodystycznej w Krakowie. Odszukał on obiekty należące do Episkopalnego Kościoła Metodystycznego i rozpoczął starania o uzyskanie kluczy do kaplicy na ul. Worcella 28. Zwrócił się z prośbą o pomoc w tej sprawie do władz Kościoła Metodystycznego w Warszawie, skąd otrzymał pismo w języku niemieckim od zwierzchnika Kościoła, ks. superintendenta Konstantego Najdera upoważniające go do przejęcia kaplicy w administrację. Po wojnie przyjeżdżali do Wrocławia metodyści z różnych parafii. Pierwsze nabożeństwo odbyło się na początku 1946 roku, w częściowo zniszczonej kaplicy przy ul. Worcella 28. Zostało przeprowadzone w języku niemieckim. Zaraz po wojnie parafia była dwunarodowa, polsko-niemiecka i dopiero wraz z emigracją ostatnich niemieckich metodystów z Wrocławia stała się parafią polską Kościoła Metodystycznego w Polsce.
W lipcu 1946 roku do pracy we Wrocławiu został skierowany pastor Mieczysław Ostrowski, który pełnił obowiązki do czerwca 1949 roku. W tym czasie wyremontowano kaplicę oraz utworzono Koło Kobiet, Koło Młodzieży, szkółkę niedzielną oraz regularnie prowadzono godziny biblijne. Po 3 latach pracy parafia liczyła około 170 pełnoprawnych członków. W czerwcu 1949 roku parafię przejął pastor Jan Madziarz, który poszerzył działalność agend parafialnych. Zimą 1952 roku wybuchł pożar, który zniszczył część dachu. W efekcie zaistniałej sytuacji działalność parafii została znacznie ograniczona. Wielu członków parafii wyjechało z Wrocławia a we wrześniu 1953 roku pastor Jan Madziarz został przeniesiony do pracy w Jeleniej Górze. Wówczas do Wrocławia przybył pastor Henryk Konieczny, który obowiązki w parafii pełnił do czerwca 1972 roku. Ks. Henryk Konieczny wznowił działalność agend parafialnych.
W latach 1973–1986 pastorem był ks. Adam Kleszczyński, który ożywił współpracę ekumeniczną z różnymi Kościołów działającymi we Wrocławiu. Jednakże w nocy z 21 na 22 kwietnia 1985 roku kaplica została celowo podpalona, zniszczeniu uległa część dachu, połacie półkolistego drewnianego sklepienia oraz część drewnianej empory. Zniszczenia te uniemożliwiły na pewien czas korzystanie z całego obiektu, wobec czego nabożeństwa urządzano tylko w kaplicy zimowej. Kolejny pastor ks. Janusz Olszański pracował w parafii od 1 października 1986 roku do czerwca 1990 roku. Przeprowadził on remont dachu po pożarze z kwietnia 1985 roku oraz odnowił wnętrze kaplicy. Po nim obowiązki pastora we Wrocławiu pełnił ks. Waldemar Eggert.
We wrześniu 1996 roku wrocławską parafię przejął ks. Krzysztof Wolnica. 12 lipca 1997 roku podczas powodzi tysiąclecia kaplica została zalana do wysokości ponad 150 cm. Remont dachu i wnętrza kaplicy został ukończony wiosną 1999 roku. 18 kwietnia 1999 roku odbyła się uroczystość ponownego poświęcenia odnowionej po powodzi kaplicy.

## Ekumenizm
W marcu 1954 roku w kaplicy metodystycznej zorganizowano nabożeństwo ekumeniczne pod hasłem: „Błogosławieni pokój czyniący”. Uczestniczyli w nim duchowni i wierni z Kościoła Polsko-Katolickiego, Cerkwi Prawosławnej, Kościoła Chrześcijan Baptystów i Zjednoczonego Kościoła Ewangelicznego.
W latach 1956–1965 za zgodą pastora Henryka Koniecznego w kaplicy przy ul. Worcella nabożeństwa urządzał wrocławski zbór Świeckiego Ruchu Misyjnego „Epifania”.